# Robert Grondelaers
Robert Grondelaers (Opglabbeek, 28 febbraio 1933 – Opglabbeek, 22 agosto 1989) è stato un ciclista su strada belga.
Ha vinto due medaglie olimpiche nel ciclismo, entrambe alle Olimpiadi 1952 tenutesi ad Helsinki: una medaglia d'oro nella gara di corsa a squadre e una medaglia d'argento in quella di corsa in linea individuale.